# Polignac (Adelsgeschlecht)

Stammwappen derer von Polignac

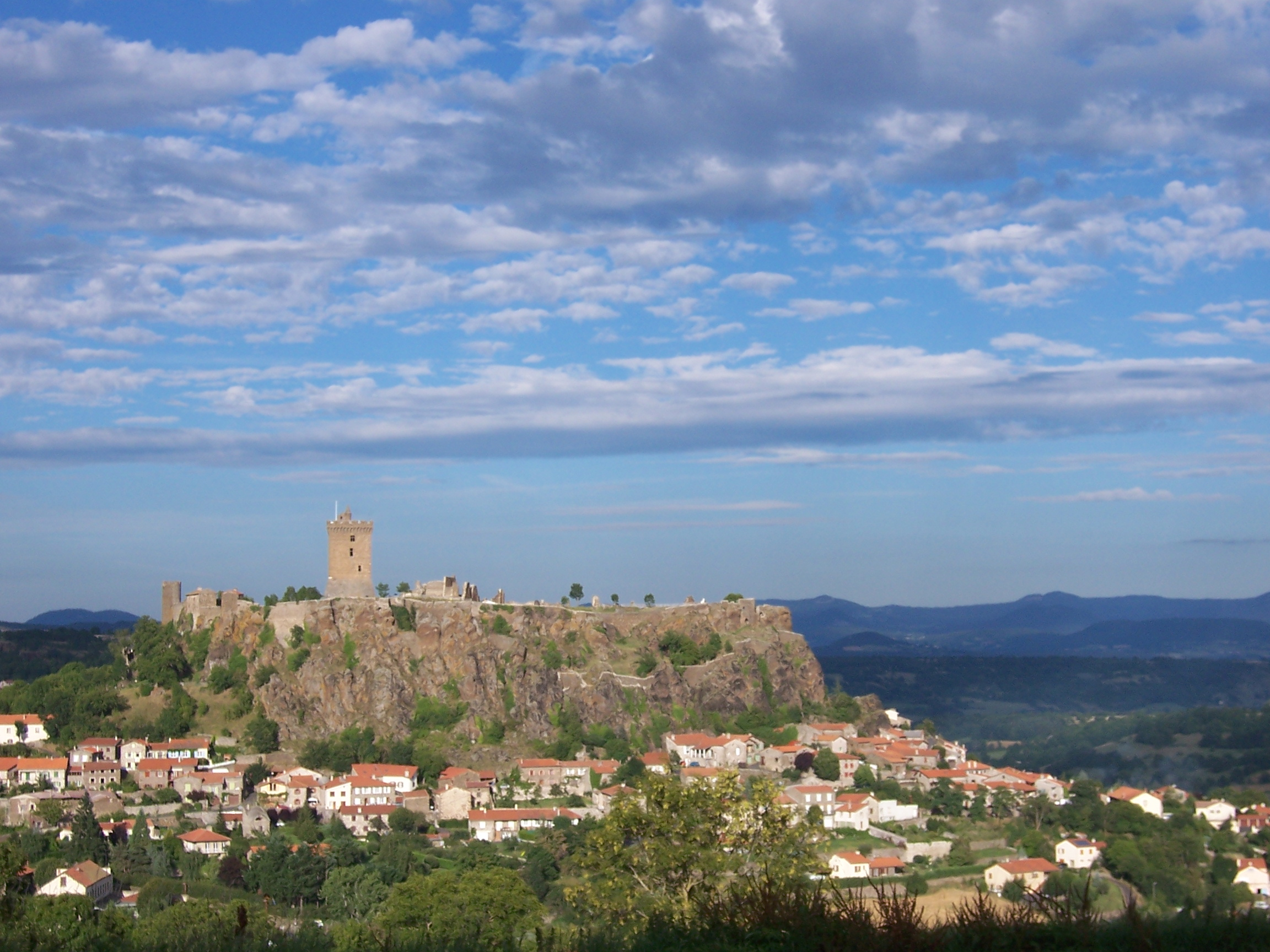
Schloss Polignac

Polignac ist eine französische Adelsfamilie aus dem Languedoc.

## Geschichte
Die Burg und die Gemeinde Polignac befinden sich nordwestlich der Stadt Le Puy-en-Velay. Die Familie, die seit dem 11. Jahrhundert im Besitz der Vizegrafschaft Polignac war, erlosch 1385, ihr Name wurde jedoch von den Nachkommen in weiblicher Linie, dem Haus Chalençon, übernommen.

## Stammliste (Auszug)

### 9.–12. Jahrhundert
1. Armand I., Vizegraf um 860
  1. Armand II., 890/909 bezeugt, Vizegraf 898
    1.  ? Dalmas, 929/64 bezeugt, 929/35 Laienabt von Brioude
      1.  ? Étienne, 946/46-um 995 bezeugt
        1. Agnon, 993/96 bezeugt
          1.  ? Armand III., 1021/28–1075 bezeugt, 1056 Vicomte de Polignac
            1. Guillaume, um 1076 bezeugt, Vicomte de Polignac; ⚭ Auxiliende de Tournon, Schwester von Pons, Bischof von Le Puy
              1. Pons I., † wohl 1112, Vicomte de Polignac; ⚭ Elisabeth de Montboissier, Tochter von Hugues Maurice III.
                1. Armand IV., 1101/71 bezeugt
                  1. Pons II., 1142/73 bezeugt; ⚭ Guillemette de Ceyssac – Nachkommen siehe unten

              2. Héracle I., X 1098; ⚭ Richarde de Montboissier
              3. Alix; ⚭ 1104 Giraudet Adhémar de Monteil

            2. Étienne, genannt Taillefer, † wohl 1087, 1053/73 Bischof von Clermont, 1073 Bischof von Le Puy

          2. Alix; ⚭ Hugues Maurice II. de Montboissier

### 12.–14. Jahrhundert
1. Pons II., 1142/73 bezeugt; ⚭ Guillemette de Ceyssac – Vorfahren siehe oben
  1. Héracle II., † 1169/1201 bezeugt; ⚭ Bellissende, Tochter von Guillaume, Comte de Clermont, (Haus Auvergne)
    1. Pons III., 1191/1213 bezeugt; ⚭ Alcinoris de Montlaur, Tochter von Pons
      1. Pons IV., 1206/51 bezeugt; ⚭ Alix de Trainel, Tochter von Garnier III.
        1. Armand V., † vor 1274; ⚭ Béatrix de Mercœur, Tochter von Béraud VIII., Herr von Mercœur
          1. Armand VI., † 1289; ⚭ Marquise de Randon, † 1334, Tochter von Guillaume
            1. Guillaume de Randon, genannt Armand VII., 1289/1343 bezeugt, Vicomte de Polignac; ⚭ I Catherine Dame de Bouzols, Erbtochter von Béraud⚭ II Polie de Poitiers, Dame de Bouzols, Tochter von Aymar IV. (Haus Poitiers-Valentinois)
              1. Armand, † vor 1332, 1327 Seigneur de Bouzols; ⚭ I Allemande Flote, Tochter von Guillaume Flote, Kanzler von Frankreich

            2. Armand VIII., genannt Guillaume, 1304/51 bezeugt, Vicomte de Polignac; ⚭ Béatrix des Baux, Tochter von Bertrand IV. Prince d’Orange (Haus Les Baux)
              1. Jean, † vor 1343; ⚭ Marguerite de Roquefeuil, Tochter von Raymond
                1. Randonnet, genannt Le Grand Armand IX., † vor 1386, Vicomte de Polignac; ⚭ I Marguerite de Solignac, Erbtochter von Lioutaud; ⚭ II Isabelle de Saint-Didier, Tochter von Pierre; ⚭ III Marguerite de Beaufort, Tochter von Guillaume III. Roger, Comte de Beaufort, Vicomte de Turenne (Haus Rogier de Beaufort)
                  1. (I) Jean, † vor 1372; ⚭ Tibur de Saint-Didier

                2. Randon-Armand X., † vor 1421, Vicomte de Polignac; ⚭ I Mascaronne, Tochter von Guillaume Aycelin, Seigneur de Montaigut; ⚭ II Claude de Roussillon
                  1. (I) Randonnet, † vor 1400; ⚭ Jeanne Dauphine de Clermont, Tochter von Béraud II. Dauphin von Auvergne, Graf von Clermont (Haus Auvergne)
                  2. Marguerite († 1416); ⚭ Louis Baron de Montlaur
                  3. (unehelich, Mutter unbekannt) Jean bâtard de Polignac – Nachkommen: die Herren von Adiac

                3. Valpurge, 1371 bezeugt; ⚭ Guillaume, Baron de Chalençon, (Haus Chalençon)

      2. Armand, † 1257, 1256 Elekt von Le Puy